# 奇異重子
奇異重子是一種假想粒子，它與重子皆屬亞原子粒子，具半整數自旋，但與其標準模型有所分別，例如具有不同的價夸克數目。目前被推定為奇異重子的粒子有P+
c(4380)和P+
c(4450)，在2015年7月由LHCb發現，推定為五夸克態。穩定的奇異重子被視為強交互作用粒子的候選粒子。

## 種類
1. 五夸克態（Pentaquark）：是由四個夸克和一個反夸克組成束缚态，或者由重子和介子组成分子态即重子介子分子（baryonic-mesonic molecules）。[2]
2. 七夸克态（Heptaquark）：由五個夸克和两個反夸克組成
3. R-重子：超對稱粒子，具有三顆夸克和一顆超膠子。[3]

## 推測
未來學家雷蒙德·庫茨魏爾推測到了21世紀後期能發展出飛米技術，可以製造由奇異重子構成的一系列化學物質，它們的化學性質與原本的物質大相逕庭，因此需要繪製全新的元素周期表。